# Forever Malcolm Young
Forever Malcolm Young is het zevende studioalbum van de Australische punkband Frenzal Rhomb. Het album werd uitgegeven op 14 oktober 2006 op cd via How Much Did I Fucking Pay For This? Records, het platenlabel van de band zelf. Een limited edition-versie van het album bevat een dvd getiteld Sucking All Over The World, dat live- en backstage-videomateriaal bevat.
De titel verwijst naar de versie het nummer "Forever Young" van Youth Group uit 2005 en de naam van AC/DC-gitarist Malcolm Young.

## Nummers
1. "Forever Malcolm Young" - 1:28
2. "Graham "Abo" Henry" - 1:44
3. "Johnny Ramone was in a Fucken Good Band But He was a Cunt (Gabba Gabba You Suck)" - 0:31
4. "Red Wine and Altar Boys" - 1:49
5. "Brian's Problems" - 1:50
6. "When Will I See You at the ICU" - 2:06
7. "Please Go Over There" - 0:52
8. "Fuck You And Your Stupid Band" - 1:41
9. "Cruelty To Animals" - 2:18
10. "Don't Touch the Rabbit" - 1:48
11. "Medicine Balls" - 2:45
12. "Predickle Me This" - 0:18
13. "Goon Wolf" - 2:16
14. "I'm a Backwards Fucken Useless Piece of Dogshit... And I Vote" - 1:46
15. "You Need a Friend" - 1:53
16. "Holiday not Vacation" - 2:29
17. "Don't Shoot the Guests" - 2:11
18. "Caps Lock" - 0:17
19. "Find Your Own Way Home" - 2:00
20. "Wha' Happened?" - 1:50

## Band
- Tom Crease - basgitaar
- Gordy Foreman - drums
- Lindsay McDougall - gitaar
- Jason Whalley - zang, gitaar